# Kościół św. Katarzyny w Płoskini
Kościół Świętej Katarzyny – rzymskokatolicki kościół parafialny należący do dekanatu Frombork archidiecezji warmińskiej.
Jest to świątynia wzniesiona w latach 1340-1360. W drugiej połowie XIV wieku została dostawiona wieża dzwonnicza, z kolei w 1654 roku – prezbiterium (zapewne na miejscu poprzedniego w stylu gotyckim) W 1713 roku kościół został mocno przebudowany. W tym okresie powstały kruchta północna, brama zewnętrzna i strop nawy. Podczas renowacji wykonanej w latach 1881–1884 zostały usunięte późniejsze naleciałości stylowe i przywrócono świątyni gotycką formę. W 1945 roku budowla została nieznacznie uszkodzona i odnowiono ją w późniejszych latach.
Budowla jest orientowana, jednonawowa, murowana, wzniesiona z cegły. Od strony zachodniej jest dobudowana do niej wieża, od strona północnej kruchta, a od strona wschodniej węższe prezbiterium zamknięte wielobocznie. Przy prezbiterium jest umieszczona zakrystia, do której jest dostawiona cylindryczna neogotycka wieżyczka schodowa. Świątynia jest ozdobiona ostrołukowymi i kolistymi blendami, jak i ostrołukowymi oknami w ścianach nawy. Od strony zachodniej jest zwieńczona szczytami sterczynowo-schodkowymi. Wieża nie jest podzielona na piętra, ma parzyste okna znajdujące się w bardzo długich ostrołukowych blendach, ułożonych po trzy na każdej ze ścian. Wieża i korpus świątyni są nakryte dwuspadowym dachem. Wieża jest również zwieńczona szczytami sterczynowo-schodkowymi i chorągiewką z datą „1701”. Nawa nakryta jest stropem polichromowanym. Barokowe malowidła zostały wykonane w 1713 roku (zostały odnowione w 1933 roku) i przedstawiają sceny: Zwiastowania, Trójcy Świętej, Zaślubin św. Katarzyny z Dzieciątkiem Jezus oraz postacie apostołów i Ojców Kościoła. Prezbiterium jest nakryte sklepieniem kolebkowym z siecią dekoracyjnych żeber, z kolei zakrystia jest nakryta sklepieniem krzyżowo-żebrowym. Ściana tęczowa jest ozdobiona polichromią wykonaną około 1660 roku w stylu manierystycznym (także odnowioną w 1933 roku). Na malowidle jest przedstawiona scena Sądu Ostatecznego.